# James Badge Dale
James Badge Dale (Beverly Hills, Californië, 1 mei 1978) is een Amerikaans acteur. Hij is de zoon van Anita Morris en Grover Dale.
In 1987, op negenjarige leeftijd, kreeg hij zijn eerste rol aangeboden voor de film Lord of the Flies uit 1990 waarin hij Simon speelt. Verder is hij bekend van zijn rol als Chase Edmunds in het derde seizoen van de serie 24. Ook had hij (gast)rollen in CSI: Miami, Law & Order: Special Victims Unit, CSI: NY en Rescue Me.
In 2006 speelde hij in de film The Departed samen met Matt Damon en Leonardo DiCaprio.

## Filmografie
- 1990 - Lord of the Flies - Simon
- 2002 - Law & Order: Special Victims Unit: Competence - Danny Jordan
- 2003 - Nola - Ben
- 2004 - 24: seizoen 3 - Chase Edmunds
- 2004 - Rescue Me - Timo Gavin
- 2004 - Cross Bronx - Rob-O
- 2005 - CSI: Miami: Felony Flight - Henry Darius
- 2005 - CSI: NY: Manhattan Manhunt - Henry Darius
- 2005 - CSI: Crime Scene Investigation: Committed - Adam Trent
- 2006 - The Departed - Barrigan
- 2009 - The Pacific - Robert Leckie
- 2010 - Polish Bar - Tommy
- 2011 - Shame - David
- 2011 - The Grey - Lewenden
- 2012 - Flight - Gaunt Young Man
- 2013 - Iron Man 3 - Eric Savin
- 2013 - The Lone Ranger - Dan Reid
- 2013 - World War Z - Ranger
- 2016 - 13 Hours: The Secret Soldiers of Benghazi - Tyrone 'Rone' Woods
- 2016 - Spectral - Dr. Mark Clyne
- 2017 - Only the Brave - Jesse Steed
- 2019 - The Kitchen - Kevin O'Carroll